# LZ 19
Der Zeppelin LZ 19 war das neunzehnte Luftschiff des Grafen Zeppelin und das siebte Luftschiff des deutschen Heeres.

## Geschichte
LZ 19 machte seine erste Fahrt am 6. Juni 1913. Seine militärische Kennung als Heeresluftschiff lautete Z I. Es war bereits der zweite Ersatz-Z-I, denn der erste Z I war wegen Veralterung abgewrackt und dessen Ersatz Ersatz Z I bei einer Notlandung zerstört worden.

## Ende von LZ 19/Zweiter Ersatz Z I
Auch der dritte Z I endete wie sein Vorgänger, der zweite Z I, bei einer Notlandung, als er am 13. April 1914 bei einem schweren Gewittersturm in der Nähe von Diedenhofen notlandete und so schwer beschädigt wurde, dass er abgewrackt werden musste.

## Technische Daten
- Traggasvolumen: 22.500 m³ Wasserstoff
- Länge: 158,0 m
- Durchmesser: 14,90 m
- Nutzlast: 9,5 t
- Antrieb: drei Maybach-Motoren von je 165 PS (121 kW)
- Geschwindigkeit: 21,2 m/s